# Dichotomius ascanius
Dichotomius ascanius är en skalbaggsart som beskrevs av Edgar von Harold 1869. Dichotomius ascanius ingår i släktet Dichotomius och familjen bladhorningar.

## Underarter
Arten delas in i följande underarter:
- D. a. piceus
- D. a. aceratus